# Сезон ФК «Хунгарія» (Будапешт) 1926—1927
Сезон ФК «Хунгарія» 1926–1927 — сезон угорського футбольного клубу МТК (Будапешт). У зв'язку з переходом на професіональний рівень клуб змінив назву на «Хунгарія». У чемпіонаті Угорщини команда посіла третє місце. Через відмову клубу Ференцварош, «Хунгарія» з третього місця потрапила до новоствореного кубка Мітропи, матчі якого відбулися влітку 1927 року.

## Склад команди
| № | Поз. | Нац.     | Гравець         |
| - | ---- | -------- | --------------- |
|   | ВР   | Угорщина | Ференц Кропачек |
|   | ВР   | Угорщина | Йожеф Уйварі    |
|   | ВР   | Угорщина | Імре Ремете     |
|   | ВР   | Угорщина | Янош Бірі       |
|   | ЗХ   | Угорщина | Дьюла Манді     |
|   | ЗХ   | Угорщина | Імре Шенкей     |
|   | ЗХ   | Угорщина | Ференц Кочиш    |
|   | ЗХ   | Угорщина | Карой Кеваго    |
|   | ПЗ   | Угорщина | Генрік Надлер   |
|   | ПЗ   | Угорщина | Габор Клебер    |
|   | ПЗ   | Угорщина | Бела Ребро      |
|   | ПЗ   | Угорщина | Янош Кевеш-Квас |

| № | Поз. | Нац.     | Гравець         |
| - | ---- | -------- | --------------- |
|   | ПЗ   | Угорщина | Ерне Обергоффер |
|   | ПЗ   | Угорщина | Іштван Райнер   |
|   | НП   | Угорщина | Дьордь Орт      |
|   | НП   | Угорщина | Дьордь Мольнар  |
|   | НП   | Угорщина | Рудольф Єні     |
|   | НП   | Угорщина | Йожеф Браун     |
|   | НП   | Угорщина | Золтан Опата    |
|   | НП   | Угорщина | Дьюла Шенкей    |
|   | НП   | Угорщина | Дьюла Кіттль    |
|   | НП   | Угорщина | Янош Штофіан    |
|   | НП   | Угорщина | Лерінц Трітц    |

## Чемпіонат Угорщини

### Підсумкова турнірна таблиця
|    | Турнірна таблиця       | І  | В  | Н | П  | ГЗ | ГП | Р   | О  |
| -- | ---------------------- | -- | -- | - | -- | -- | -- | --- | -- |
| 1  | Ференцварош (Будапешт) | 18 | 13 | 4 | 1  | 51 | 18 | +33 | 30 |
| 2  | Уйпешт (Будапешт)      | 18 | 10 | 3 | 5  | 33 | 20 | +13 | 23 |
| 3  | Хунгарія (Будапешт)    | 18 | 8  | 3 | 7  | 30 | 24 | +6  | 19 |
| 4  | Шабарія (Сомбатгей)    | 18 | 8  | 3 | 7  | 30 | 33 | -3  | 19 |
| 5  | Керюлеті (Будапешт)    | 18 | 8  | 2 | 8  | 35 | 39 | -4  | 18 |
| 6  | Вашаш (Будапешт)       | 18 | 7  | 4 | 7  | 27 | 32 | -5  | 18 |
| 7  | Баштя (Сегед)          | 18 | 6  | 4 | 8  | 26 | 27 | -1  | 16 |
| 8  | Немзеті (Будапешт)     | 18 | 5  | 4 | 9  | 34 | 38 | -4  | 14 |
| 9  | Кішпешт (Будапешт)     | 18 | 3  | 7 | 8  | 24 | 37 | -13 | 13 |
| 10 | Будаї 33 (Будапешт)    | 18 | 3  | 4 | 11 | 25 | 47 | -22 | 10 |

### Статистика у чемпіонаті
| Воротарі: Ференц Кропачек (8), Йожеф Уйварі (8), Імре Ремете (1), Янош Бірі (1) Захисники: Ференц Кочиш (11), Дьюла Манді (10), Імре Шенкей (8), Карой Кеваго (8) Півзахисники: Габор Клебер (17.1), Генрік Надлер (15.1), Бела Ребро (10), Янош Кевеш (7), Ерне Обергоффер (2), Іштван Райнер (1) Нападники: Золтан Опата (16.8), Дьордь Мольнар (16.2), Лерінц Трітц (13.2), Рудольф Єні (12), Дьордь Орт (11.2), Йожеф Браун (9.6), Дьюла Кіттль (7.7), Янош Штофіан (4.1), Дьюла Шенкей (3) Тренер: Лайош Баняї |

## Кубок Угорщини
| 1/16 | ФК «Бак» | 2:1 | «Хунгарія» |  |  |
|      |          |     |            |  |  |

## Товариські матчі
| ТМ 8.09.1926 | МТК (Будапешт) | 1:2  | Атлетік (Більбао) | Будапешт             |  |
| | Єні 64'        | звіт | 40' Кантолла ?    | Стадіон: МТК стадіон |  |
| МТК: Кропачек, Детріх, Рошіс, Орт, Клебер, Ребро, Браун, Мольнар, Опата, Трітц, Єні Атлетік: М.Відаль, Хуанін, Ларракоечеа, Легаррета, Ельгера, Кастаньйос, Кантолла, Суарес, Єрро, Г.Кармело, Чіррі |                |      |                   |                      |  |

| ТМ 22.12.1926 | Спортінг (Лісабон) | 1:3  | МТК (Будапешт) | Лісабон                                                     |  |
|               | Філіпе душ Сантуш  | звіт | ?              | Стадіон: Естаншія де Мадейра Суддя: Жозе Домінгеш Фернандеш |  |
|               |                    |      |                |                                                             |  |

| ТМ 1.01.1927 | Атлетік (Більбао)                       | 6:1  | МТК (Будапешт) | Будапешт                                |  |
| | Р.Лафуенте Суарес Травієсо Егуя Кальвар | звіт | Єні            | Стадіон: Сан-Мамес Суддя: Фаусто Мартін |  |
| Атлетік: М.Відаль, Анатоль, Хуанін, Артеага, Руїс, Ларракоечеа, Р.Лафуенте, Суарес, Трафієсо, Ф.Егуя, Кальвар МТК: Кропачек, І.Шенкей, Манді, Ребро, Клебер, Надлер, Браун, Мольнар, Орт, Опата, Єні |                                         |      |                |                                         |  |

| ТМ 2.01.1927 | Атлетік (Більбао) | 2:2  | МТК (Будапешт)  | Будапешт                                            |  |
| | Травієсо Арета    | звіт | Мольнар Єні Орт | Стадіон: Сан-Мамес Суддя: Пелайо Серрано де ла Мата |  |
| Атлетік: М.Відаль, Анатоль, Хуанін (Ларракоечеа), Артеага, Г.Кармело, Ларракоечеа, Р.Лафуенте, Ф.Егуя, Трафієсо, Арета, Аседо МТК: Кропачек, І.Шенкей, Манді, Ребро, Клебер, Надлер, Браун, Мольнар, Орт, Опата, Єні |                   |      |                 |                                                     |  |

Турнір у Будапешті
- 1 тур. 14.04.1927. «Ференцварош» — «Уйпешт» — 4:3; «Хунгарія» — «Спарта» — 3:3.
- 2 тур. 17.04.1927. «Ференцварош» — «Спарта» — 3:1; «Хунгарія» — «Уйпешт» — 3:0.
- 3 тур. 18.04.1927. «Ференцварош» — «Хунгарія» — 2:0; «Уйпешт» — «Спарта» — 5:2.
- Турнірна таблиця: 1. «Ференцварош» (6 очок), 2. «Хунгарія» (3 очка), 3. «Уйпешт» (2 очка), 4. «Спарта» (1 очко)

| Турнір у Будапешті 18.04.1927 | Ференцварош | 2:0  | МТК | Будапешт                  |  |
| | Дан Турай   | звіт |     | Стадіон: «Гунгарія Керут» |  |
| Ференцварош: Губер, Г.Такач, Гунглер, Фурманн, Букови, Обітц, Ражо, Турай, Дан, Патакі, Когут Хунгарія: Семзе, Манді, І.Шенкей, Ребро, Клебер, Надлер, Опата, Мольнар, Орт, Кіттль, Єні |             |      |     |                           |  |